# Línea XA1 (Canelones)
La línea XA1 es una línea urbana que une los barrios Pinar y Barra de Carrasco en Ciudad de la Costa.

## Creación
Fue creada para atender los reclamos y solicitudes de vecinos del barrio Pinar Norte, una zona que ha aumentado demográfica y urbanísticamente en los últimos años y que no contaba con acceso al transporte. La línea es operada por las empresas Compañía de Ómnibus de Pando y Unión Cooperativa Obrera del Transporte.

## Recorrido
Cuenta con una frecuencia de cincuenta minutos y en ambos sentidos, circula por las calles y barrios de la Ciudad de la Costa. 
- Avenida Pérez Butler
- Mar Caribe
- Avenida Río Negro
- 18 de Julio
- Queguay
- Indianápolis
- Colonia
- Robido
- Ruta Interbalnearia
- Avenida Rocallosas
- Ruta Interbalnearia
- Avenida Uruguay
- Avenida Giannattasio
- Avenida a La Playa
- (Terminal Parque Roosevelt)